# Aura (símptoma)

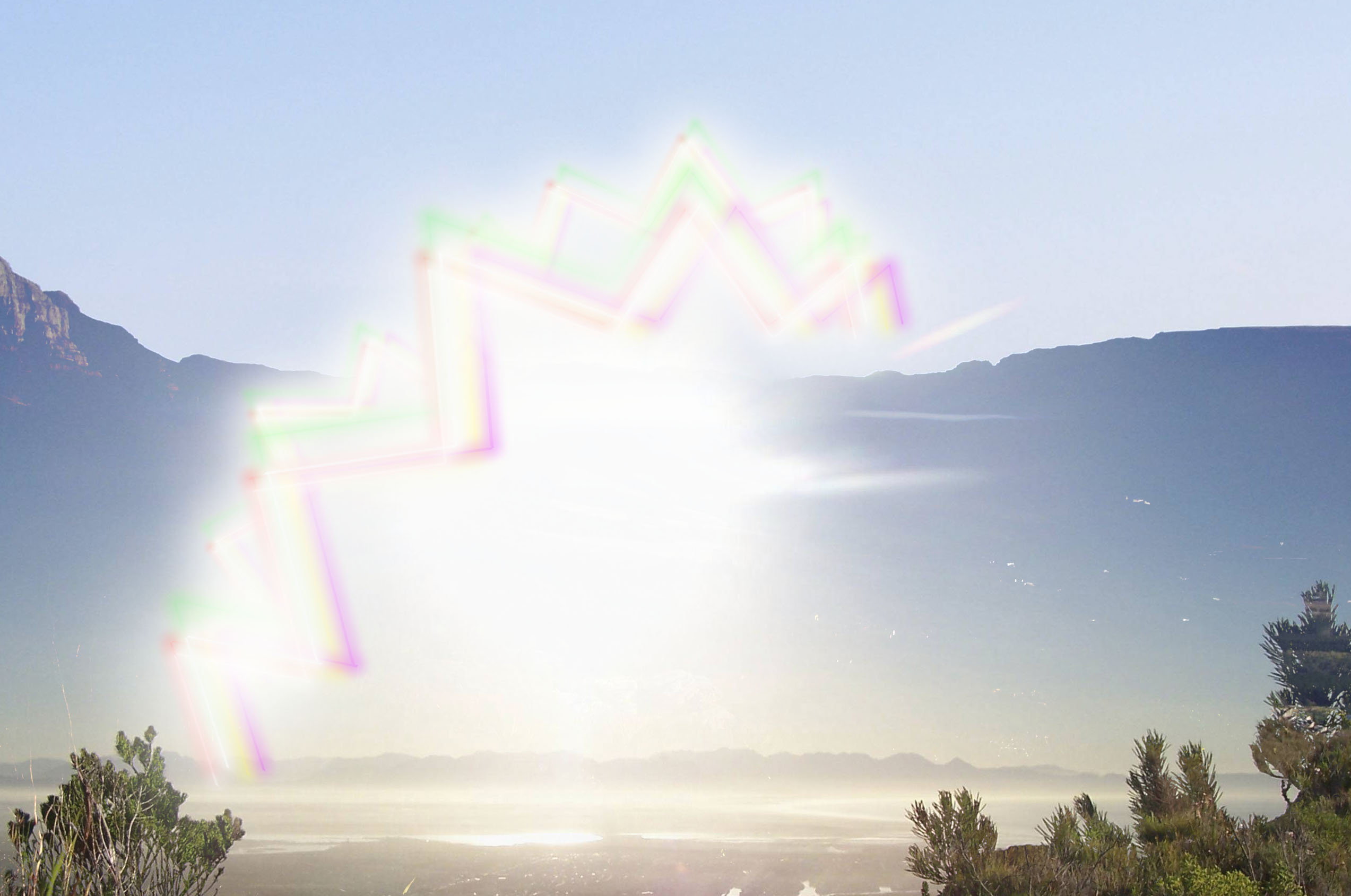
Visió artística d'una aura amb línies en zig-zag

Una aura  és l'alteració perceptiva que experimenten alguns malalts de migranya abans que aparegui, i algunes persones amb epilèpsia abans d'un atac. Sovint es manifesta com la percepció d'una llum estranya, una olor desagradable, o pensaments o experiències confusos.